# Lawrence Kushner
Lawrence Kushner (* 1943, Detroit, Michigan) je americký reformní rabín, k roku 2011 přednášející v kongregaci Emanu-El v kalifornském San Franciscu a prezident Komise pro reformní judaismus ve Spojených státech. Myšlenkově navazuje na linii tradiční kabaly.

## Biografie
Narodil se v Detroitu roku 1943. Absolvoval kolej Williama a Mary na Cincinnatské univerzitě. Poté na koleji Hebrejské společnosti (Hebrew Union College) v Cincinnati přijal rabínské svěcení a začal svou duchovní dráhu v kongregaci Beth-El v massachusettském Sudbury, kde setrval dvacet osm let. Poté přesídlil do sanfranciské kongregace Emanu-El.
Na částečný úvazek působí jako asistent na Hebrew Union College v Los Angeles. Dříve přednášel spiritualitu a mysticismus. Také byl školitelem v pozici hostujícího profesora studentů připravujících na poslání rabína na Hebrew Union College-Jewish Institute of Religion v New Yorku. Je ženatý a má tři děti.
Jeho dcera Noa je rabínka kongregace Rodef Šolom v kalifornském San Rafaelu.

### Anglická vydání
- Honey from the Rock: Visions of Jewish Mystical Renewal. Jewish Lights Publishing, 1977. ISBN 978-0-06-064901-2
- The Invisible Chariot: An Introduction to Kabbalah and Spirituality for Young Adults, spolu s Deborah Kerdemanovou, A.R.E. Publishing, 1986.
- The River of Light: Spirituality, Judaism, Consciousness Jewish Lights Publishing 2nd edition, září 1990, ISBN 1-879045-03-6 ISBN 978-1-879045-03-3
- The Book of Letters: A Mystical Alef-Bait. Jewish Lights Publishing, 1990. ISBN 978-1-879045-00-2
- God Was in This Place and I, I Did Not Know: Finding Self, Spirituality, and Ultimate Meaning Jewish Lights Publishing, 1993.
- Sparks beneath the Surface: A Spiritual Commentary on the Torah, spolu s rabínem Kerry Olitskym s Jasonem Aronsonem, prosinec 1993.
- The Book of Miracles: A Young Person's Guide to Jewish Spiritual Awareness Union of American Hebrew Congregations, 1987. Jewish Lights Publishing; 10th anniversary edition, 1997. ISBN 978-1-879045-78-1
- Invisible Lines of Connection: Sacred Stories of the Ordinary. Jewish Lights Publishing, březen 1998, ISBN 978-1-879045-98-9
- The Book of Words (Sefer Shel Devarim): Talking Spiritual Life, Living Spiritual Talk. Jewish Lights Publishing, září 1998 ISBN 978-1-58023-020-9
- Eyes Remade for Wonder: A Lawrence Kushner Reader. Jewish Lights Publishing, září 1998. ISBN 978-1-58023-042-1
- Kabbalah: The Way of Light. Peter Pauper Press, 1999. ISBN 978-0-88088-101-2
- Honey from the Rock: An Introduction to Jewish Mysticism. Jewish Lights Publishing, prosinec 1999. ISBN 978-1-58023-073-5
- Because Nothing Looks Like God.  Jewish Lights Publishing, listopad 2000. ISBN 978-1-58023-092-6
- Where Is God?, spolu s Karen Kushnerovou, ilustrace Dawn W. Majewski, Skylight Paths, 2000.
- How Does God Make Things Happen?, spolu s Karen Kushnerovou, ilustrace Dawn W. Majewski, Skylight Paths, 2001.
- Jewish Spirituality : A Brief Introduction for Christians. Jewish Lights Publishing, srpen 2001, ISBN 978-1-58023-150-3
- What Does God Look Like?, spolu s Karen Kushnerovou, ilustrace Dawn W. Majewski, Skylight Paths, 2001.
- Five Cities of Refuge: Weekly Reflections on Genesis, Exodus, Leviticus, Numbers, and Deuteronomy, spolu s Davidem Mametem, Schocken Bilingual edition, 2003. ISBN 978-0-8052-4220-1
- In God's Hands, spolu Gary Schmidtem, Jewish Lights Publishing, 27. června 2005. ISBN 978-1-58023-224-1
- Kabbalah: A Love Story. Morgan Road Books, 2006. ISBN 978-0-7679-2412-2
- Filling Words with Light: Hasidic and Mystical Reflections on Jewish Prayer, spolu s rabínem Nehemiah Polenem, Jewish Lights Publishing, 30. srpna 2007. ISBN 978-1-58023-238-8
- I'm God; You're not: Observations on Organized Religion & Other Disguises of the Ego. Jewish Lights Publishing, říjen 2010, ISBN 978-1-58023-441-2

### Česká vydání
- Kniha písmen = Sefer otijot : mystický výklad hebrejské abecedy. Praha : Půdorys, 2003, překlad Monika Kittová
- Na tomto místě byl Bůh a Já, já jsem to nevěděl : nacházení Já, spirituality a nejvyššího smyslu v židovské tradici. Praha : DharmaGaia, 2005, překlad: Monika Kittová